# Tor Håkon Holte
Tor Håkon Holte, född 1 augusti 1958 i Drammen, är en norsk före detta längdskidåkare, vars egentliga yrke är snickare. Han är äldre bror till Geir Holte, också längdåkare.
Holte skördade i större professionella sammanhang sina största framgångar i skidspåren vid vinter-OS 1984 i Sarajevo där han kom på åttonde plats på 15 km samt knep en fjärdeplats i stafetten, 4×10 km. I VM i Seefeld im Tirol 1985 var han med i det stafettlag som vann guld på 4x10 km.